# Latarnia morska Kaavi
Latarnia morska Kaavi (est. Kaavi tuletorn) – latarnia morska została zbudowana w 1954 roku na południowo-wschodnim wybrzeżu wyspy Sarema na półwyspie Sõrve (est. Sõrve poolsaar), w odległości około 2 km od miejscowości Kaavi. Na liście świateł nawigacyjnych Estonii - rejestrze Urzędu Transportu Morskiego (Veeteede Amet) w Tallinnie - ma numer 943.
Latarnia Kaavi została zbudowana w 1954 roku. Jest to żelbetonowa wieża o wysokości 15 m, pomalowana w trzy pasy: czerwony, biały i czerwony. Źródło światła znajduje się 20 m n.p.m. Pierwotnie zasięg światła wynosił 9 Mm. W 1966 roku został zmniejszony do 6 Mm. Jego charakterystyka to: 0,5 + 1,5 = 2 s. W 1994 roku został przeprowadzony jej remont.